# 위대한 유혹자
《위대한 유혹자》는 2018년 3월 12일부터 2018년 5월 1일까지 MBC에서 방송된 MBC 월화 미니시리즈이다.

## 줄거리
청춘남녀가 인생의 전부를 바치는 것인 줄 모르고 뛰어든 위험한 사랑 게임과 이를 시작으로 펼쳐지는 위태롭고 아름다운 스무살 유혹 로맨스 드라마.

## 등장인물

### 주요 인물
- 우도환 : 권시현 역 (아역 : 지민혁) - 20세. JK 그룹의 유일한 종손. 수지, 세주와 똘똘 뭉쳐 끊임없이 사건 사고를 벌이는 스캔들 메이커.
- 박수영 : 은태희 역 - 20세. 명정재단 장학생. S대 건축과 수석입학예정. 정의롭고 꾸밈없다. 무식하리만치 투철한 독립심. 외모, 공부, 운동 발군으로 인기도 물론 많았다.
- 문가영 : 최수지 역 (아역 : 김민주) - 20세. 명정병원 외동딸. S대 음대 첼로 전공 입학예정. 끊임없이 사건을 만드는 여신이고 인스타그램 팔로워가 웬만한 연예인을 뛰어넘는 셀럽이다.
- 김민재 : 이세주 역 - 20세. 주성그룹의 막내아들. 느끼한 작업멘트를 날려대도 왠지 밉지가 않은 발랄한 한량 바람둥이.
- 김서형 : 명미리 역 - 45세. 명정재단 이사장이자 수지의 엄마. 실력, 수완, 미모 3박자를 다 갖춘 사업가. 마이너스를 택하는 법이 없는 사고방식의 소유자다.
- 신성우 : 권석우 역 - 46세. JK 그룹의 부회장이자 시현의 아빠. 탁월한 경영 능력으로 모든 가십을 불식시켜온 능력자이자 분위기 있는 미남.
- 전미선 : 설영원 역 - 46세. 태희의 엄마, 도예가. 백자항아리처럼 차분하고 조용하지만 누구보다 자유롭고 소탈한 성격.

### 그 외 인물
- 정하담 : 고경주 역 - 20세. 태희와 초등학생때부터 친구. 개성 있는 외모와 패션, 어리숙한 듯 다정한 말투가 특징. 우등생이지만 ‘부잣집 딸치고 평범’한 외모와 모태솔로인 것이 콤플렉스.
- 이영진 : 정나윤 역 - 43세. 경주의 엄마. 모델 출신으로 상당한 미인이라 본의 아니게 ‘염문의 여왕’. 상류사교계를 조명하는 통로역할. 알고 보면 허당 푼수다.
- 문희경 : 오세리 역 - 55세. 주성고 이사장이자. 세주의 큰형수. 개명 전 이름 오딸막. 이름 콤플렉스로 십수 년 전 개명했다. 근숙과 동향으로 근숙이 예전 이름을 부를라치면 청천벽력이 일어난다.
- 황정민 : 조근숙 역 - 50세. 혜정과 규정의 엄마. 삼영식품 사모님. 소문의 여왕. 정숙한 현모양처 연기의 달인. 자원봉사로 바쁘다지만 사실은 고급 호스트빠의 VVIP였다.
- 오하늬 : 박혜정 역 - 19세. 국내1위 F&B기업 삼영식품의 막내딸이자 이기영의 미래 약혼녀.여자와 그릇은 밖으로 내돌리면 깨진다’가 집안의 지론인지라 홈스쿨링으로 엄격하게 관리받았다.
- 이재균 : 이기영 역 - 25세. 로스쿨 재학 중. 최고 로펌 ‘서원’의 자제. 머리 좋고 예의 바르고 법조인 집안이라는 배경까지 퍼펙트한데 오만하고 냉정한 인성이 단점이다.
- 태항호 : 마테오 신부 역
- 김아라 : 빙빙 역 - 중국어 홈스쿨링을 하는 개인교사이자 경주네 가사도우미, 경주와의 대화는 중국어로 한다.
- 신창주 : 박규정 역 - 혜정의 오빠. 자신은 놀 것 다 놀면서 여동생에겐 조신할 것을 강요하는 가부장적 인물로 분노조절장애를 지닌 시한폭탄.
- 김도완 : 유주환 역 - 여자들이 한눈에 반할만한 마성의 매력을 가진 패션모델
- 정혜선 : 홍숙희 역 - JK 그룹 회장. 권시현의 할머니
- 김영옥 : 양로원 할머니 역
- 김성겸 : 주성그룹 회장 역 - 세주의 아버지
- 장햇살
- 전박찬
- 한은선
- 강찬양
- 성민수
- 강충훈
- 권일 : 이세주의 둘째 형 역 - 명문가 집안의 악동으로 자유분방한 연애를 인생의 모토로 생각하는 바람둥이 동생 이세주로 인해 골치를 앓게 되는 집안의 둘째.

- 한동규
- 이지혁
- 김정영 : 금실 역 - 영원의 친구
- 이석준 : 윤준영 역 - JK의 비서실장
- 손선근
- 천담휘 : 오선생 역
- 한미리
- 서광재
- 동윤석
- 우미화
- 서벽준
- 김금순
- 김명진
- 홍원표
- 장연익
- 정은경
- 권혁
- 김시헌
- 나순상
- 오진하
- 이인아
- 박소유
- 배유리
- 최지나
- 정현석
- 김도연
- 인성호
- 김원식
- 이채경
- 권정민
- 윤현
- 박누리
- 조주은
- 한다솔

### 특별출연
- 최지나 : 권시현의 어머니 역
- 한선화 : 지영 역
- 신담수 : 담임 역
- 연우 : 권여민 역 - 권시현의 사촌누나
- 김경진 : 치한 역

## 시청률
최저 시청률과 최고 시청률은 시청률 조사회사와 지역별로 시청률에 차이가 있을 수 있습니다.
| 2018년 | 2018년   | 2018년         | 2018년       | 2018년         | 2018년       |
| 회차   | 방송일   | TNmS 시청률    | TNmS 시청률  | AGB 시청률     | AGB 시청률   |
| 회차   | 방송일   | 대한민국(전국) | 서울(수도권) | 대한민국(전국) | 서울(수도권) |
| ------ | -------- | -------------- | ------------ | -------------- | ------------ |
| 제1회  | 3월 12일 | 5.2%           | 5.4%         | 3.6%           | 3.8%         |
| 제2회  | 3월 12일 | 4.8%           | 5.1%         | 3.4%           | 3.7%         |
| 제3회  | 3월 13일 | 4.8%           | 5.0%         | 3.1%           | 3.3%         |
| 제4회  | 3월 13일 | 4.8%           | 4.9%         | 2.7%           | 2.8%         |
| 제5회  | 3월 19일 | 3.9%           | 4.3%         | 2.6%           | 3.0%         |
| 제6회  | 3월 19일 | 3.8%           | 4.0%         | 2.9%           | 3.1%         |
| 제7회  | 3월 20일 | 3.9%           | 4.1%         | 2.5%           | 2.7%         |
| 제8회  | 3월 20일 | 3.5%           | 3.8%         | 2.3%           | 2.6%         |
| 제9회  | 3월 26일 | 3.1%           | 3.3%         | 2.2%           | 2.4%         |
| 제10회 | 3월 26일 | 3.8%           | 4.0%         | 2.5%           | 2.7%         |
| 제11회 | 3월 27일 | 3.5%           | 3.8%         | 2.3%           | 2.6%         |
| 제12회 | 3월 27일 | 3.9%           | 4.1%         | 2.6%           | 2.8%         |
| 제13회 | 4월 2일  | 2.6%           | 2.7%         | 2.3%           | 2.5%         |
| 제14회 | 4월 2일  | 3.1%           | 3.4%         | 2.3%           | 2.6%         |
| 제15회 | 4월 3일  | 3.3%           | 3.5%         | 1.9%           | 2.1%         |
| 제16회 | 4월 3일  | 3.3%           | 3.6%         | 2.1%           | 2.4%         |
| 제17회 | 4월 9일  | 2.6%           | 2.7%         | 1.8%           | 2.0%         |
| 제18회 | 4월 9일  | 2.4%           | 2.5%         | 1.6%           | 1.8%         |
| 제19회 | 4월 10일 | 3.8%           | 3.9%         | 2.0%           | 2.2%         |
| 제20회 | 4월 10일 | 3.2%           | 3.4%         | 1.9%           | 2.1%         |
| 제21회 | 4월 16일 | 2.5%           | 2.6%         | 1.7%           | 1.9%         |
| 제22회 | 4월 16일 | 2.5%           | 2.7%         | 1.6%           | 1.8%         |
| 제23회 | 4월 17일 | 3.1%           | 3.4%         | 1.9%           | 2.2%         |
| 제24회 | 4월 17일 | 3.1%           | 3.5%         | 1.9%           | 2.3%         |
| 제25회 | 4월 23일 | 2.6%           | 2.9%         | 1.6%           | 1.8%         |
| 제26회 | 4월 23일 | 2.7%           | 2.8%         | 1.9%           | 2.1%         |
| 제27회 | 4월 24일 | 2.4%           | 2.5%         | 1.9%           | 2.0%         |
| 제28회 | 4월 24일 | 2.2%           | 2.4%         | 1.7%           | 1.9%         |
| 제29회 | 4월 30일 | 1.5%           | 1.8%         | 1.5%           | 1.7%         |
| 제30회 | 4월 30일 | 1.7%           | 1.9%         | 1.7%           | 1.8%         |
| 제31회 | 5월 1일  | 2.6%           | 3.0%         | 2.4%           | 2.7%         |
| 제32회 | 5월 1일  | 2.3%           | 2.5%         | 2.2%           | 2.4%         |

## 수상
- 2018년 MBC 연기대상 월화미니시리즈부문 남자 우수연기상 우도환
- 2018년 MBC 연기대상 월화미니시리즈부문 여자 우수연기상 문가영

## 동시간대 드라마
- KBS 월화 미니시리즈

《라디오 로맨스》 (2018년 1월 29일 ~ 2018년 3월 20일)
《우리가 만난 기적》 (2018년 4월 2일 ~ 2018년 5월 29일)
- SBS 월화 미니시리즈

《키스 먼저 할까요》 (2018년 2월 20일 ~ 2018년 4월 24일)
《EXIT》 (2018년 4월 30일 ~ 2018년 5월 1일)

## 참고 사항
- 이 화면은 레터박스로 구성되었다.

## 같이 보기
- 대한민국의 텔레비전 드라마 목록 (ㅇ)
- 2018년 대한민국의 텔레비전 드라마 목록